# Сочнев, Василий Васильевич
Василий Васильевич Сочнев — российский учёный в области инфекционной патологии с.-х. животных, член-корреспондент ВАСХНИЛ (1990), член-корреспондент РАН (2014).

## Биография
Родился 26.07.1935 в с. Крюковка Лукояновского района Горьковской области. Окончил Московскую ветеринарную академию (1958).
- 1958—1967 старший, главный ветеринарный врач Бабстовского, Биробиджанского, Октябрьского совхозов, межрайонного (областного) управления сельского хозяйства Еврейской автономной области;
- 1967—1972 старший ветврач, государственный ветеринарный инспектор Ростовского областного управления сельского хозяйства;
- 1972—1982 директор Ростовской областной ветеринарной лаборатории.
- 1982—1993 директор Н.-и. ветеринарного института Нечернозёмной зоны РФ (НИВИ НЗ РФ), одновременно доцент, профессор кафедры эпизоотологии и микробиологии Нижегородского СХИ.
- 1993—2000 заведующий кафедрой эпизоотологии и микробиологии Нижегородской государственной с.-х. академии, одновременно заведующий лабораторией по изучению бруцеллеза, главный научный сотрудник НИВИ НЗ РФ.

Разработал методику оценки эпизоотической ситуации по бруцеллезу. Создал научно обоснованную систему противобруцеллезных мероприятий, принятую во всех регионах РФ и странах ближнего зарубежья.
При его участии разработаны новые лекарственные средства глюкогемовит, фурациклин, сульфатетрин, фуразол, биозин, новосульгин, неосульфазол.
Доктор ветеринарных наук (1989), профессор (1991), член-корреспондент ВАСХНИЛ (1990), член-корреспондент РАН (2014).
Заслуженный деятель науки РФ (1995), заслуженный ветеринарный врач РФ (1989). Награждён 14 золотыми и 1 серебряной медалями ВДНХ и ВВЦ РФ, золотой медалью им. К. И. Скрябина.

## Научные труды
Опубликовал более 300 научных трудов, в том числе 18 монографий. Получил 65 авторских свидетельств и патентов на изобретения.
Публикации:
- Основы систем животноводства / соавт.: З. П. Закаленкова и др. — Горький, 1984. — 175 с.
- Нетрадиционные методы исследований при дифференциальной диагностике бруцеллеза животных / соавт.: Н. Г. Горчакова и др. — Н. Новгород, 1994. — 87 с.
- Научно обоснованная система противотуберкулезных мероприятий / соавт.: В. П. Урбан и др. — Н. Новгород, 1995. — 77 с.
- Организация ветеринарного дела в условиях экономической реформы РФ / соавт.: В. М. Авилов и др. — Н. Новгород, 1995. — 120 c.
- Эпизоотологический мониторинг при гельминтозах животных / соавт.: В. А. Душкин и др. — Н. Новгород, 1995. — 146 с.
- Бруцеллы и бруцеллез. Микробиология, иммунология, биотехнология / соавт.: Г. И. Григорьева и др.; Нижегор. гос. с.-х. акад.; под ред. В. В. Сочнева. — Н. Новгород, 1998. — 245 с.
- Порядок оформления и выдачи ветеринарных сопроводительных документов на подконтрольные госветнадзору грузы : учеб. пособие / соавт.: М. И. Голубев и др. — Н. Новгород, 1999. — 51 с.
- Эпизоотологический надзор при бруцеллезе в условиях Европейской части РФ (функционирование паразитарной системы): учеб. пособие для студентов вузов… / соавт. Н. Г. Горчакова и др.; Нижегор. гос. с.-х. акад. — Н. Новгород, 2003. — 326 с.
- Эпизоотическая и эпидемиологическая проекция рабической инфекции (на примере лесостепной зоны РФ): учеб.-метод. пособие…/ соавт.: А. Г. Самоделкин и др.; Нижегор. гос. с.-х. акад. — Н. Новгород: БИКАР, 2016. — 142 с.

Автор двух сборников стихов.